# Réservoir La Grande 1
Réservoir La Grande 1 är en sjö i Kanada.   Den ligger i provinsen Québec, i den östra delen av landet, 900 km norr om huvudstaden Ottawa. Réservoir La Grande 1 ligger 59 meter över havet.
Omgivningarna runt Réservoir La Grande 1 är i huvudsak ett öppet busklandskap. Trakten runt Réservoir La Grande 1 är nära nog obefolkad, med mindre än två invånare per kvadratkilometer.